# Замойский, Ян Якуб
Ян Якуб Замойский (22 июля 1716 — 10 февраля 1790) — государственный деятель Речи Посполитой, 9-й ординат Замойский (1767—1790), воевода подольский (1770—1790), староста любельский и ростоцкий.

## Биография
Представитель польского магнатского рода Замойских герба «Елита». Второй сын воеводы смоленского Михаила Здислава Замойского (ок. 1679—1735) от первого брака с Анны Дзялынской (ум. 1719). Братья — воевода любельский Томаш Антоний и канцлер великий коронный Анджей Иероним Замойские.
В 1744 году был избран послом на сейм от Хелмской земли, в 1746 году посол (депутат) на сейм от Черниговского воеводства, в 1750 году — посол на сейм от Любельского воеводства. В 1764 году стал членом конфедерации Чарторыйских и посол на конвокационный сейм от Любельского воеводства. В том же 1764 году поддержал избрание Станислава Августа Понятовского на польский королевский престол.
В 1767 году после смерти своего бездетного племянника Клеменса Ежи Ян Якуб Замойский унаследовал Замойскую ординацию. 8 мая 1768 года стал кавалером ордена Белого орла. В 1770 году получил должность воеводы подольского.

## Семья
В 1745 году женился на Людвике Марии Понятовской (1728—1804), дочери каштеляна краковского Станислава Понятовского (1676—1762) и Констанции Чарторыйской (1696—1759). Дети:
- Урсула Замойская (1757—1816), 1-й муж подкоморий великий коронный Винцент Потоцкий (ум. 1825), 2-й муж с 1781 года маршалок великий коронный Михаил Ежи Вандалин Мнишек (1748—1806).

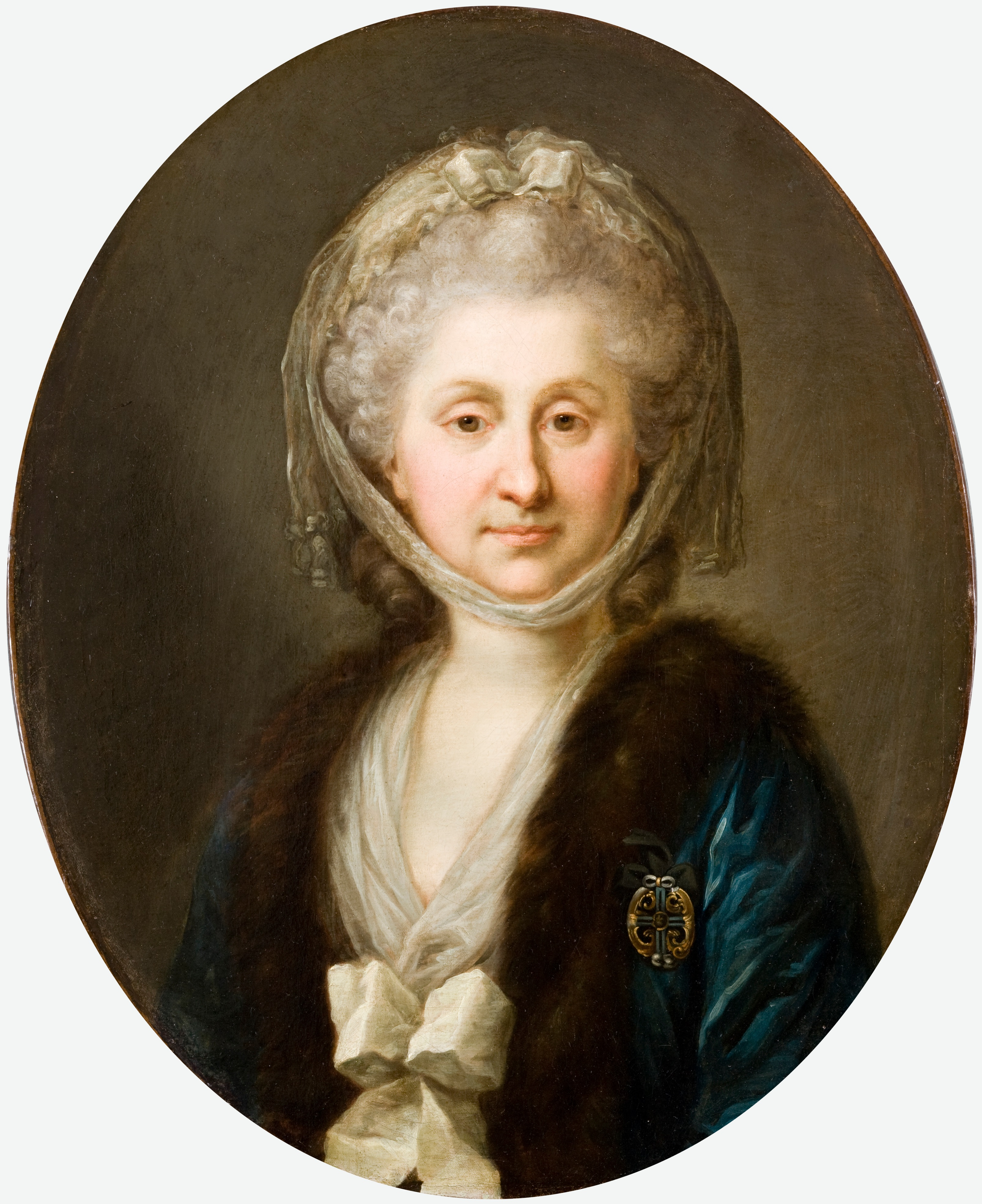
Жена
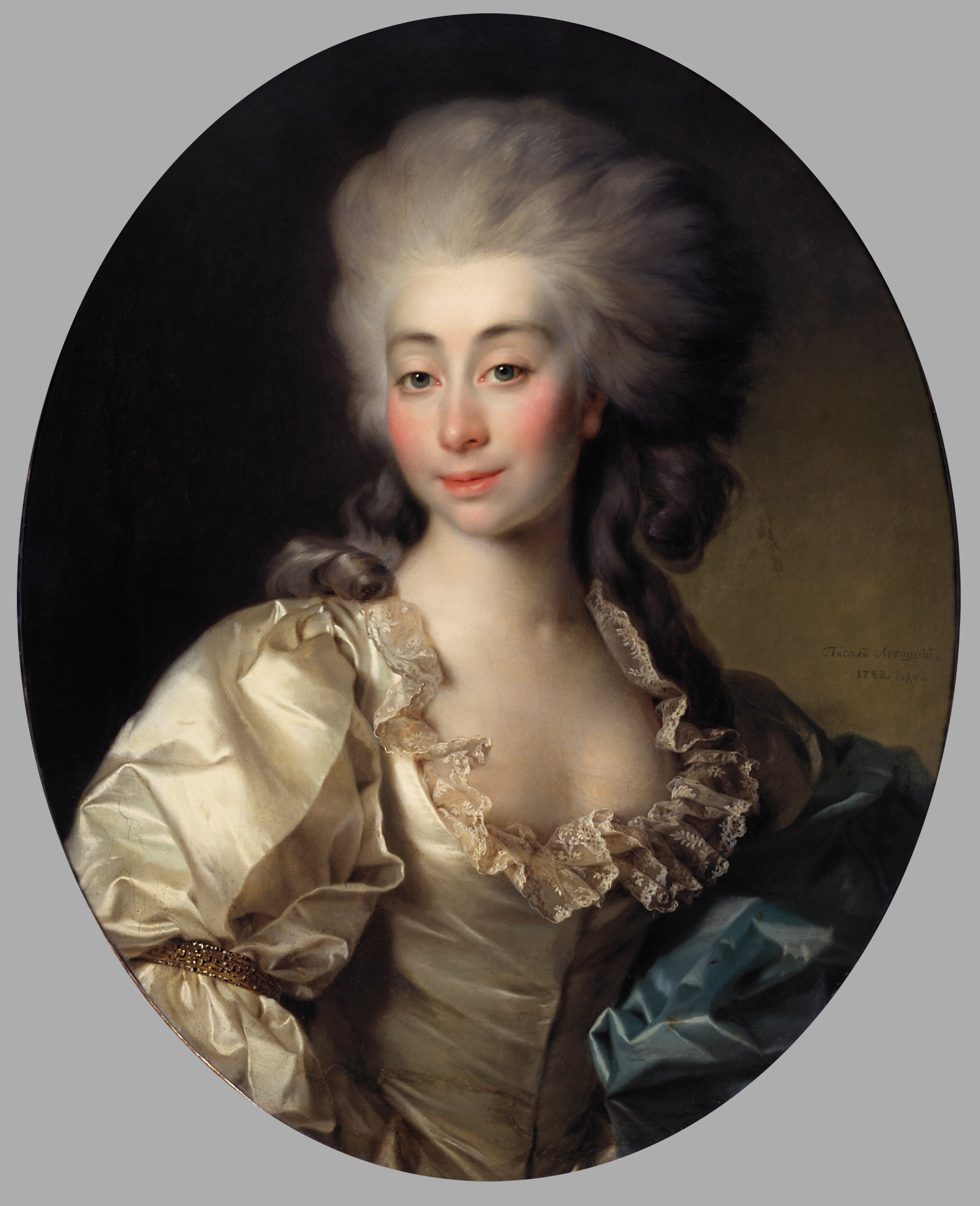
Дочь (на портрете Левицкого)